# گمینا ونگوژوو
گمینا ونگوژوو (به لهستانی:  Gmina Węgorzewo) یک گمینا در لهستان است که در شهرستان ونگوژوو واقع شده‌است. گمینا ونگوژوو ۳۴۱٫۱۱ کیلومتر مربع مساحت و ۱۷٬۰۹۲ نفر جمعیت دارد.